# Walking on a Flashlight Beam
Walking on a Flashlight Beam – czwarty album Lunatic Soul. Ukazał się 13 października 2014 za sprawą Mystic Production w Polsce oraz brytyjskiej wytwórni Kscope na całym świecie. Płyta zawiera 9 utworów i trwa prawie 64 minuty. Album zadebiutował na 11. miejscu zestawienia OLiS.
Na Walking on a Flashlight Beam twóca Lunatic Soul, Mariusz Duda, skomponował wszystkie piosenki i zagrał na wszystkich instrumentach na płycie, oprócz perkusji, której partie zostały nagrane przez Wawrzyńca Dramowicza.

## Styl muzyczny
Album różni się od poprzednich płyt projektu. Debiutancka płyta Lunatic Soul to album orientalno-ambientowy. Lunatic Soul II charakteryzowała eteryczna atmosfera. Impressions to w dużej mierze ambientowa melancholia, a Walking On A Flashlight Beam to płyta mroczna, potężna i głęboko intensywna.
Mariusz Duda tym razem postawił na elektronikę i intensywny, bardzo wyrazisty rytm w efekcie czego momentami jest to bowiem album bardzo głośny i prawdziwie rockowy. Muzyka na Walking On A Flashlight Beam jest obrazowa, pełna dźwiękowych drobiazgów i eksperymentów aranżacyjnych. W trakcie sesji nagraniowej Mariusz Duda użył takich instrumentów jak m.in. flet, ukulele, grzechotki czy etniczne instrumenty perkusyjne (konga).

## Koncept i teksty
Mariusz Duda tak tłumaczył tytuł płyty, a także jej koncept.
„Walking On A Flashlight Beam", czyli „Spacerując po promieniu latarki”, to tytuł za którym kryje się życie w świecie wyobraźni, życie w stworzonym przez siebie miejscu, wymyślonym. (…)To historia o samotności z wyboru. Inspirowana życiem osób wycofanych z życia społecznego, alienujących się przed światem. (…) Temat samotności i istnienia w świecie fikcji od dawna się przewijał w moich tekstach, ale teraz po raz pierwszy postanowiłem stworzyć o tym cały album”.

## Odbiór
W recenzjach zwracano uwagę na fakt, że tym albumem Mariusz Duda potwierdził swój talent kompozytorki i stworzył własną oryginalną muzykę, której styl nie nawiązuje tak mocno do artystów często przywoływanych w recenzjach poprzednich płyt projektu. 
„Duda nie jest ani polskim Peterem Gabrielem, ani Stevenem Wilsonem. Lunatic Soul nie stanowi już li tylko inteligentnej kombinacji wpływów spod znaku Clannad i skandynawskiego folku. Mamy do czynienia z Mariuszem Dudą – dojrzałym, utalentowanym twórcą – i jego konkretną muzyczną wizją”.
Brytyjski portal Echoes and Dust napisał, że „wszystkie albumy Lunatic Soul robiły wrażenie, ale ten jest niemal na pewno najbardziej imponującym dziełem Dudy do tej pory.” Niemiecki magazyn Visions również podkreślał, że to najmocniejsze i najbardziej przekonujące wydawnictwo projektu do tej pory, dodając przy tym, że takie utwory jak „Gutter” i „Treehouse” powinny zajmować najwyższe pozycje na listach przebojów.

## Dodatki
Album był wzbogacony o dodatkowy dysk DVD z filmem dokumentującym powstawanie nowej płyty. Autorami filmu byli Mariusz Duda, grupa artystyczna Sightsphere oraz studio animacji Waju.

## Lista utworów
Opracowano na podstawie materiału źródłowego.
| Nr | Tytuł utworu                   | Długość |
| -- | ------------------------------ | ------- |
| 1. | „Shutting Out the Sun”         | 08:40   |
| 2. | „Cold”                         | 06:58   |
| 3. | „Gutter”                       | 08:42   |
| 4. | „Stars Sellotaped”             | 01:34   |
| 5. | „The Fear Within”              | 07:10   |
| 6. | „Treehouse”                    | 05:31   |
| 7. | „Pygmalion’s Ladder”           | 12:02   |
| 8. | „Sky Drawn in Crayon”          | 04:58   |
| 9. | „Walking on a Flashlight Beam” | 08:11   |
|    |                                | 1:03:46 |

| Bonus DVD | Bonus DVD    | Bonus DVD |
| Nr        | Tytuł utworu | Długość   |
| --------- | ------------ | --------- |
| 1.        | „In Between” | 25:00     |
|           |              | 25:00     |

## Twórcy
Opracowano na podstawie materiału źródłowego.
- Mariusz Duda – gitara basowa, gitara akustyczna, instrumenty klawiszowe, instrumenty perkusyjne, ukulele, śpiew, produkcja muzyczna, miksowanie
- Wawrzyniec Dramowicz – perkusja, instrumenty perkusyjne
- Robert i Marta Srzedniccy – inżynieria dźwięku, miksowanie, mastering
- Travis Smith – okładka, oprawa graficzna
- Tomasz Pulsakowski – zdjęcia